# Ansassaari
Ansassaari är en ö i Finland. Den ligger i sjön Salajärvi och i kommunen Gustav Adolfs i den ekonomiska regionen  Lahtis ekonomiska region  och landskapet Päijänne-Tavastland, i den södra delen av landet, 150 km norr om huvudstaden Helsingfors. Öns area är 1,9 hektar och dess största längd är 210 meter i sydväst-nordöstlig riktning.